# كليمنت هيرد
كليمنت هيرد (بالإنجليزية: Clement Hurd)‏ هو رسام توضيحي أمريكي، ولد في 12 يناير 1908 في نيويورك في الولايات المتحدة، وتوفي في 5 فبراير 1988 في سان فرانسيسكو في الولايات المتحدة بسبب مرض آلزهايمر.